# Choroba Santavuoriego-Haltii
Choroba Santavuoriego-Haltii  (ceroidolipofuscynoza neuronalna typu 1, CLN1, ang. Santavuori-Haltia disease) – rzadka lizosomalna choroba spichrzeniowa z grupy ceroidolipofuscynoz neuronalnych. Spowodowana jest mutacjami w genie CLN1 kodującym enzym lizosomalny, tioesterazę palmitoilową białek. Opisano jak dotąd ponad 40 mutacji w tym genie. W Finlandii za 98% przypadków choroby odpowiada mutacja missens Arg122Trp. Pierwszy opis "postępującej" encefalopatii przedstawił Hagberg i wsp. w 1968 roku. W 1973 Satavuori i Haltia opisali szczegółowo objawy kliniczne i patologię schorzenia.
Tioesteraza palmitoilowa jest enzymem lizosomalnym, katalizującym reakcję odłączania łańcuchów kwasu palmitylowego i niektórych innych kwasów tłuszczowych od reszt cysteinowych S-acylowanych białek. Mutacje odpowiedzialne za chorobę powodują obniżenie lub zniesienie aktywności enzymu. Spichrzany w lizosomach materiał stanowią sapozyny A i D, będące enzymami aktywującymi lizosomalne hydrolazy; przyczyna tego jest nie do końca poznana.